# Нагорная Пелетьма
Нагорная Пелетьма — село в Лунинском районе Пензенской области. Входит в состав Ломовского сельсовета.

## География
Село расположено в северной части Пензенской области, на расстоянии примерно 18 км (по прямой) к востоку-северо-востоку от Лунино, административного центра района.
Часовой пояс
Село Нагорная Пелетьма как и вся Пензенская область, находится в часовой зоне МСК (московское время). Смещение применяемого времени относительно UTC составляет +3:00.

## Население
| 1864 | 1877 | 1897 | 1910 | 1926 | 1930 | 1959 |
| ---- | ---- | ---- | ---- | ---- | ---- | ---- |
| 458  | ↗566 | ↗649 | ↗702 | ↗858 | ↘798 | ↘516 |
| 1979 | 1989 | 1996 | 2002 | 2010 |      |      |
| ↘215 | ↘102 | ↘77  | ↘44  | ↘9   |      |      |

Национальный состав
Согласно результатам переписи 2002 года, в национальной структуре населения русские составляли 100 % из 44 чел.